# Saint-Perdon
Saint-Perdon település Franciaországban, Landes megyében. Lakosainak száma 1729 fő (2022. január 1.). Saint-Perdon Campagne, Campet-et-Lamolère, Haut-Mauco, Saint-Martin-d’Oney és Saint-Pierre-du-Mont községekkel határos.

## Népesség
A település népessége az elmúlt években az alábbi módon változott:
| Lakosok száma | 640  | 748  | 938  | 1254 | 1650 | 1686 | 1726 | 1725 | 1722 | 1729 |
|               | 1968 | 1982 | 1990 | 2006 | 2013 | 2015 | 2017 | 2019 | 2020 | 2022 |